# Чжан Веньсю
Чжан Веньсю (кит. трад. 張文秀, спр. 张文秀, піньїнь: Zhāng Wénxiù, 22 березня 1976) — китайська легкоатлетка, олімпійська медалістка.

## Виступи на Олімпіадах
| Олімпіада   | Дисципліна     | Місце |
| ----------- | -------------- | ----- |
| Афіни 2004  | метання молота | 7     |
| Пекін 2008  | метання молота | 3     |
| Лондон 2012 | метання молота | 4     |
| Ріо 2016    | метання молота | 2     |